# Thales Digital Identity and Security
Thales Digital Identity and Security (DIS), anciennement Gemalto, est une filiale du groupe d'électronique français Thales, spécialisée dans le secteur de la sécurité numérique. Elle est notamment le premier fabricant mondial de cartes SIM, et fournissait environ 450 opérateurs de téléphonie mobile en 2014.
Avant son rachat par Thales en 2019, Gemalto était une entreprise multinationale de droit néerlandais, spécialisée dans le secteur de la sécurité numérique. Établie aux Pays-Bas avec son siège social à Amsterdam, elle dispose de filiales dans 43 pays et emploie plus de 14 000 salariés travaillant dans un total de 146 sites comprenant 74 bureaux, 15 sites de production et 14 centres de recherche et développement.

## Historique

Logo de Gemalto avant son rachat par Thales en 2019.

L'entreprise française Gemplus, fondée en 1988 et spécialiste mondiale de la fabrication de cartes à puce, devient en 2000 Gemplus International après le transfert de son siège social à Luxembourg, réalisé à la suite de la prise de contrôle controversée de son actionnaire Texas Pacific Group, fortement soupçonné d'opérer pour le compte des services de renseignement américains.
En janvier 1997, Schlumberger rachète l'entreprise Solaic, avant d'acquérir plus tard le groupe Sema. Cette dernière acquisition ne sera pas opportune et les problèmes financiers apportés par cette opération obligeront Schlumberger à se recentrer sur son activité de base, la prospection de pétrole. Schlumberger Systèmes devient pour peu de temps SchlumbergerSema, la partie Sema étant ensuite cédée à Atos Origin. À cette occasion, la branche « cartes à puce » de Schlumberger est introduite en bourse en mai 2004 sous le nom d'Axalto.
En juin 2006, la société luxembourgeoise Gemplus International fusionne avec la néerlandaise Axalto. Le nouvel ensemble est baptisé Gemalto et devient un acteur majeur du secteur de la sécurité numérique.
En 2009, la Caisse des dépôts et consignations via le Fonds stratégique d’investissement rachète 8,43 % de Gemalto au fonds d'investissement américain Texas Pacific Group pour environ 160 millions d'euros.
En janvier 2010, le groupe Gemalto est estimé responsable du dysfonctionnement qui bloque les paiements par cartes bancaires pendant plusieurs jours en Allemagne, à la suite du changement d'année. L'annonce fait baisser l'action de 3,37 % à la Bourse de Paris.
Entre 2006 et 2012, Gemalto procède à une succession d’acquisitions : le centre de personnalisation de Leigh Mardon à Taïwan, Multos International, Namitech en Afrique du Sud, l’activité de services mobiles de NXP, le fournisseur de logiciel pour solutions mobiles O3SIS, Trusted Logic (fournisseur de plates-formes logicielles sécurisées), Serverside (personnalisation de cartes bancaires avec des images numériques personnelles), les activités bancaires de Xiring, Netsize, dans le service et le commerce mobile, Valimo Wireless, fournisseur d’authentification pour mobiles, le spécialiste de la sécurité de la banque en ligne Todos en Suède, Cinterion, le spécialiste allemand du « Machine to Machine » (M2M), Plastkart en Turquie, SensorLogic (plate-forme de services M2M) et la plate-forme de paiement mobile d’Ericsson, IPX.
En août 2014, Gemalto acquiert SafeNet, une entreprise américaine de sécurité informatique pour 890 millions de dollars.
En décembre 2016, 3M annonce la vente de ses activités d'identification des personnes à Gemalto pour 850 millions de dollars.
En décembre 2017, Atos lance une offre d'acquisition (OPA hostile) de 4,3 milliards d'euros sur Gemalto dans le but notamment de renforcer sa présence dans l'Internet des objets. Atos obtient rapidement le soutien du plus grand actionnaire de Gemalto, à savoir Bpifrance. Cependant, Thales propose une offre supérieure et plus pérenne, à hauteur de 4,8 milliards d’euros, qui est finalement acceptée par le conseil d’administration de Gemalto.
En 2018, Gemalto enregistre un bénéfice net en hausse de 4,8% à 66,8 millions d'euros au premier semestre. Le chiffre d'affaires reste stable à 1,387 milliard euros en données publiées, avec une croissance organique de 2%. Ces résultats positifs contrastent avec la situation de l'entreprise en avril 2017, lors de l'annonce d'un plan d'économie qui concerne 900 personnes dans le monde. 
L'OPA de Thales est prévue pour début 2019. Le 11 décembre 2018, la Commission européenne approuve le rachat de Gemalto par Thales pour 4,8 milliards d’euros à la condition qu'il cède son activité de modules matériels de sécurité (HSM) à usage général.
Gemalto est alors intégré à la division Identité et Sécurité Numérique (Digital Identity and Security) de Thales.
Le 24 juillet 2019, la société prend le nom de Thales Digital Identity and Security.
En février 2023, Gemalto fait l’objet d’une enquête judiciaire pour « corruption » et « association de malfaiteurs » au sujet d’une dizaine de contrats gouvernementaux dans six pays du continent africain.

## Métiers
Gemalto développe des logiciels, des produits et des services sécurisés qui sont utilisés dans les télécommunications, les services financiers, l’identification, la sécurité des lieux et des individus, la santé, le transport et la communication « Machine to Machine ». Elle compte 400 opérateurs mobiles, 3 000 banques et sociétés financières et plus de 30 gouvernements parmi ses clients.
Les logiciels, produits et services de Gemalto sont utilisés pour de nombreuses applications (services mobiles personnels, paiement sécurisé, authentification des accès au « Cloud », protection de l’identité et de la vie privée, services d’e-santé et d’e-gouvernement, billettique des transports urbains et applications M2M).
Gemalto propose des solutions de sécurité numérique intégrées, depuis le développement des logiciels embarqués jusqu’à la création et la fabrication d’outils de sécurité numérique. Ces dispositifs sont notamment des cartes SIM, des cartes bancaires, des passeports ou des cartes d’identité électroniques. Ses plates-formes logicielles et services gèrent ces produits sécurisés, les données confidentielles qu’ils contiennent ainsi que les services sécurisés qu’ils rendent possibles pour les utilisateurs finaux.
Gemalto semble orienter une partie de ses activités vers les terminaux mobiles et les solutions permettant de transformer les appareils sans fil de type GSM en terminaux sécurisés. Ceci constitue l'aboutissement d'une démarche de recherche et de développement sur l'Internet des objets par Gemalto. L'un des exemples de cette technologie est représenté par le développement de clefs numériques pour véhicules supportées sur téléphone.

## Piratage et vol massif de clefs de chiffrement
Premier fabricant mondial de cartes SIM, Gemalto en produit chaque année 2 milliards et fournit sa technologie à 450 opérateurs de téléphonie mobile dans le monde. En février 2015, des documents de la NSA et du GCHQ fournis par Edward Snowden au site d'information The Intercept révèlent que les réseaux informatiques de Gemalto ont été la cible d'un piratage d'envergure mondiale accompli par le « Mobile Handset Exploitation Team » (MHET), une unité commune à ces deux services de renseignement. Le siège français, des centres de données et une douzaine de sites de production de l'entreprise ont ainsi été ciblés, notamment en Allemagne, au Mexique, au Brésil, au Canada, en Chine, en Inde, en Italie, en Russie, en Suède, en Espagne, au Japon et à Singapour. Selon ces documents datant de 2010 et 2011, cette intrusion a permis le vol d'un « nombre sidérant » de clefs de chiffrement de cartes SIM, utilisées pour sécuriser les communications entre les téléphones mobiles et les réseaux de télécommunications. Ces clefs, dites « Ki » ou clefs « maîtresses », peuvent être utilisées entre autres pour écouter des conversations et intercepter des SMS et des courriels sans laisser aucune trace des interceptions,.
Réagissant à ces informations, la direction de Gemalto indique qu'elle « prend cet article très au sérieux et met en œuvre tous les moyens nécessaires pour enquêter et comprendre l'étendue de ces techniques sophistiquées ». Ce piratage réalisé au bénéfice de services secrets anglo-saxons relance les soupçons concernant l'ancien directeur général de Gemplus International et actuel président de Gemalto Alex J. Mandl, étant donné son rôle dans In-Q-Tel, le fonds d'investissement de la CIA.
 Le lendemain de ces révélations, l'action Gemalto perd 8 % à l'ouverture de la Bourse de Paris.

## Indicateurs clés

### Données financières
| Années                | 2011  | 2012  | 2013  | 2014  | 2015  | 2016  | 2017  |
| --------------------- | ----- | ----- | ----- | ----- | ----- | ----- | ----- |
| Chiffre d'affaires    | 1 884 | 2 236 | 2 384 | 2 465 | 3 122 | 3 127 | 2 972 |
| Marge brute           | 745   | 862   | 937   | 952   | 1 216 | 1 266 | 1 105 |
| Résultat opérationnel | 241   | 305   | 348   | 383   | 423   | 453   | 310   |
| Fonds propres         | 1 720 | 1 932 | 2 153 | 2 396 | 2 489 | 2 675 | 2 179 |
| Dettes financières    | 701   | 782   | 766   | 1 386 | 335   | 65    | 684   |

### Données boursières
Elle est cotée à l’Euronext Amsterdam et Euronext Paris sous le symbole GTO (Euronext NL0000400653 GTO) et est un acteur important de la sécurité numérique, considérée même par certains observateurs comme son chef de file.

## Actionnaires
Au 28 avril 2019 et avant offre d'achat. La cotation cessera le 29 mai 2019.
| Bpifrance Participations          | 8,24 % |
| Stefan Quandt                     | 5,56 % |
| DNCA Finance SA                   | 5,00 % |
| Amundi Ireland Ltd.               | 4,71 % |
| Fidelity Management & Research    | 4,62 % |
| Susanne Klatten                   | 3,14 % |
| OppenheimerFunds                  | 2,91 % |
| Magnetar Financial                | 2,88 % |
| Norges Bank Investment Management | 2,67 % |
| The Vanguard Group, Inc.          | 2,46 % |